# Spherillo inconspicuus
Spherillo inconspicuus là một loài chân đều trong họ Armadillidae. Loài này được Miers miêu tả khoa học năm 1876.